# Unione Sportiva Catanzaro 1978-1979
Questa voce raccoglie le informazioni riguardanti l'Unione Sportiva Catanzaro nelle competizioni ufficiali della stagione 1978-1979.

## Stagione
Nella stagione 1978-1979 il Catanzaro allenato da Carlo Mazzone ha disputato il terzo campionato di Serie A della sua storia. Con 28 punti raccolti ha ottenuto il nono posto. Con 18 reti il miglior realizzatore stagionale dei calabresi è stato Massimo Palanca, delle quali 10 in campionato e 8 in Coppa Italia.
Nella Coppa Italia prima del campionato ha disputato e vinto il quarto girone di qualificazione, eliminando tra le altre il Milan, nei Quarti ha eliminato il Cagliari, in Semifinale cede alla Juventus nel doppio confronto, Juventus che vincerà il trofeo battendo in finale il Palermo.

## Divise
| Casa | Trasferta |

## Organigramma societario
Area direttiva
- Presidente: Nicola Ceravolo
- Segretario: Gaetano Larussa

Area tecnica
- Direttore sportivo: Piero Aggradi
- Allenatore: Carlo Mazzone
- Allenatore in 2ª: Saverio Leotta

Area sanitaria
- Medico sociale: Giuseppe Martino
- Massaggiatore: Giuseppe Amato

## Rosa

Il gol olimpico di Massimo Palanca (fuori quadro) nella vittoriosa trasferta di Roma del 4 marzo 1979

| N. |                   | Ruolo | Calciatore         |
| -- | ----------------- | ----- | ------------------ |
|    | Italia (bandiera) | P     | Ruggero Casari     |
|    | Italia (bandiera) | P     | Massimo Mattolini  |
|    | Italia (bandiera) | D     | Giuliano Groppi    |
|    | Italia (bandiera) | D     | Leonardo Menichini |
|    | Italia (bandiera) | D     | Claudio Ranieri    |
|    | Italia (bandiera) | D     | Giuseppe Sabadini  |
|    | Italia (bandiera) | D     | Maurizio Turone    |
|    | Italia (bandiera) | D     | Manlio Zanini      |
|    | Italia (bandiera) | C     | Adriano Banelli    |
|    | Italia (bandiera) | C     | Maurizio Gaiardi   |

| N. |                   | Ruolo | Calciatore                  |
| -- | ----------------- | ----- | --------------------------- |
|    | Italia (bandiera) | C     | Giovanni Improta (capitano) |
|    | Italia (bandiera) | C     | Enrico Nicolini             |
|    | Italia (bandiera) | C     | Angelo Orazi                |
|    | Italia (bandiera) | C     | Maurizio Raise              |
|    | Italia (bandiera) | A     | Piero Braglia               |
|    | Italia (bandiera) | A     | Pietro Michesi              |
|    | Italia (bandiera) | A     | Pieraldo Nemo               |
|    | Italia (bandiera) | A     | Massimo Palanca             |
|    | Italia (bandiera) | A     | Renzo Rossi                 |

## Risultati

### Serie A

#### Girone di andata
| Catanzaro 1º ottobre 1978 1ª giornata | Catanzaro      | 0 – 0 | Atalanta | Stadio Militare\| Arbitro: \| Lapi (Firenze) \| |
| Arbitro:                              | Lapi (Firenze) |       |          |                                                 |

| Arbitro: | Reggiani (Bologna) |

|                                   |           |  |
| Prestanti 53’ Guidetti 56’ (rig.) | Marcatori |  |

| Catanzaro 15 ottobre 1978 3ª giornata | Catanzaro       | 0 – 0 | Juventus | Stadio Militare\| Arbitro: \| Menegali (Roma) \| |
| Arbitro:                              | Menegali (Roma) |       |          |                                                  |

| Milano 22 ottobre 1978 4ª giornata | Inter            | 0 – 0 | Catanzaro | Stadio San Siro\| Arbitro: \| Terpin (Trieste) \| |
| Arbitro:                           | Terpin (Trieste) |       |           |                                                   |

| Arbitro: | Lo Bello (Siracusa) |

|                  |           |  |
| Rocca 46’ (aut.) | Marcatori |  |

| Avellino 5 novembre 1978 6ª giornata | Avellino             | 0 – 0 | Catanzaro | Stadio Partenio\| Arbitro: \| Barbaresco (Cormons) \| |
| Arbitro:                             | Barbaresco (Cormons) |       |           |                                                       |

| Catanzaro 12 novembre 1978 7ª giornata | Catanzaro      | 0 – 0 | Fiorentina | Stadio Militare\| Arbitro: \| Pieri (Genova) \| |
| Arbitro:                               | Pieri (Genova) |       |            |                                                 |

| Arbitro: | Bergamo (Livorno) |

|             |           |           |
| A. Moro 85’ | Marcatori | 30’ Orazi |

| Arbitro: | Mattei (Macerata) |

|                  |           |            |
| Paris 23’ (rig.) | Marcatori | 61’ Zanini |

| Arbitro: | Menicucci (Firenze) |

|                               |           |            |
| Palanca 16’, 87’ R. Rossi 79’ | Marcatori | 83’ Wilson |

| Arbitro: | Tonolini (Milano) |

|            |           |             |
| Palanca 9’ | Marcatori | 5’ Musiello |

| Arbitro: | Lops (Torino) |

|                   |           |  |
| W. Speggiorin 61’ | Marcatori |  |

| Arbitro: | Lo Bello (Siracusa) |

|                                                  |           |  |
| Chiodi 16’ Bigon 21’ Novellino 76’ Antonelli 81’ | Marcatori |  |

| Catanzaro 14 gennaio 1979 14ª giornata | Catanzaro     | 0 – 0 | Napoli | Stadio Militare\| Arbitro: \| Longhi (Roma) \| |
| Arbitro:                               | Longhi (Roma) |       |        |                                                |

| Arbitro: | Barbaresco (Cormons) |

|                                |           |  |
| P. Pulici 31’, 57’, 61’ (rig.) | Marcatori |  |

#### Girone di ritorno
| Arbitro: | Ballerini (La Spezia) |

|  |           |                          |
|  | Marcatori | 79’ Improta 90’ R. Rossi |

| Arbitro: | Menegali (Roma) |

|                  |           |  |
| Palanca 30’, 89’ | Marcatori |  |

| Arbitro: | Agnolin (Bassano del Grappa) |

|                                     |           |            |
| Bettega 8’ Tardelli 52’ Cabrini 61’ | Marcatori | 79’ Zanini |

| Arbitro: | Menicucci (Firenze) |

|            |           |            |
| Groppi 71’ | Marcatori | 56’ Muraro |

| Arbitro: | Reggiani (Bologna) |

|                          |           |                      |
| Di Bartolomei 24’ (rig.) | Marcatori | 5’, 43’, 68’ Palanca |

| Catanzaro 11 marzo 1979 21ª giornata | Catanzaro        | 0 – 0 | Avellino | Stadio Militare\| Arbitro: \| Casarin (Milano) \| |
| Arbitro:                             | Casarin (Milano) |       |          |                                                   |

| Arbitro: | D'Elia (Salerno) |

|                 |           |             |
| D. Pagliari 55’ | Marcatori | 32’ Palanca |

| Arbitro: | Lapi (Firenze) |

|             |           |                     |
| Ranieri 46’ | Marcatori | 43’ C. Trevisanello |

| Catanzaro 1º aprile 1979 24ª giornata | Catanzaro                    | 0 – 0 | Bologna | Stadio Militare\| Arbitro: \| Agnolin (Bassano del Grappa) \| |
| Arbitro:                              | Agnolin (Bassano del Grappa) |       |         |                                                               |

| Arbitro: | Mascia (Milano) |

|                                           |           |             |
| D'Amico 40’ Giordano 49’ Garlaschelli 85’ | Marcatori | 47’ Palanca |

| Verona 14 aprile 1979 26ª giornata | Verona           | 0 – 0 | Catanzaro | Stadio Marcantonio Bentegodi\| Arbitro: \| Lanese (Messina) \| |
| Arbitro:                           | Lanese (Messina) |       |           |                                                                |

| Arbitro: | Menegali (Roma) |

|              |           |          |
| R. Rossi 60’ | Marcatori | 2’ Butti |

| Arbitro: | Longhi (Roma) |

|             |           |                                            |
| Ranieri 52’ | Marcatori | 48’ A. Maldera 58’ Novellino 89’ Antonelli |

| Arbitro: | Reggiani (Bologna) |

|                        |           |  |
| E. Nicolini 65’ (aut.) | Marcatori |  |

| Arbitro: | Patrussi (Arezzo) |

|                              |           |                      |
| Mozzini 62’ (aut.) Orazi 73’ | Marcatori | 25’ (aut.) Menichini |

### Coppa Italia

#### Quarto girone
| Arbitro: | Lanese (Messina) |

|                              |           |             |
| Ranieri 16’ Palanca 57’, 73’ | Marcatori | 45’ Cannito |

| Arbitro: | Longhi (Roma) |

|               |           |                  |
| Pirazzini 38’ | Marcatori | 43’, 47’ Palanca |

| Arbitro: | Tani (Livorno) |

|                                                |           |  |
| Palanca 10’ Improta 11’ Orazi 16’ R. Rossi 68’ | Marcatori |  |

| 10 settembre 1978 4ª giornata |  | – Turno riposo Catanzaro |  |  |

| Arbitro: | Agnolin (Bassano del Grappa) |

|                           |           |                                |
| Chiodi 19’ (rig.) Bet 65’ | Marcatori | 59’ Ranieri 89’ (rig.) Palanca |

#### Quarti di finale
| Arbitro: | Milan (Treviso) |

|                          |           |                         |
| L. Piras 21’ Bellini 51’ | Marcatori | 24’ Palanca 62’ Improta |

| Arbitro: | Redini (Pisa) |

|             |           |  |
| Palanca 49’ | Marcatori |  |

#### Semifinali
| Arbitro: | Agnolin (Bassano del Grappa) |

|                        |           |             |
| CL. Gentile 62’ (aut.) | Marcatori | 16’ Bettega |

| Arbitro: | Menicucci (Firenze) |

|                                                       |           |                         |
| Cabrini 55’ (rig.) Tardelli 69’ Causio 80’ Virdis 87’ | Marcatori | 71’ Sabadini 84’ Groppi |

## Statistiche

### Statistiche di squadra
| Competizione | Punti | In casa | In casa | In casa | In casa | In casa | In casa | In trasferta | In trasferta | In trasferta | In trasferta | In trasferta | In trasferta | Totale | Totale | Totale | Totale | Totale | Totale | DR |
| Competizione | Punti | G       | V       | N       | P       | Gf      | Gs      | G            | V            | N            | P            | Gf           | Gs           | G      | V      | N      | P      | Gf     | Gs     | DR |
| ------------ | ----- | ------- | ------- | ------- | ------- | ------- | ------- | ------------ | ------------ | ------------ | ------------ | ------------ | ------------ | ------ | ------ | ------ | ------ | ------ | ------ | -- |
| Serie A      | 28    | 15      | 4       | 10      | 1       | 13      | 9       | 15           | 2            | 6            | 7            | 10           | 21           | 30     | 6      | 16     | 8      | 23     | 30     | -7 |
| Coppa Italia |       | 4       | 3       | 1       | 0       | 9       | 2       | 4            | 1            | 2            | 1            | 8            | 9            | 8      | 4      | 3      | 1      | 17     | 11     | +6 |
| Totale       | -     | 19      | 7       | 11      | 1       | 22      | 11      | 19           | 3            | 8            | 8            | 18           | 30           | 38     | 10     | 19     | 9      | 40     | 41     | -1 |

### Statistiche dei giocatori
| Giocatore    | Serie A  | Serie A | Serie A     | Serie A    | Coppa Italia | Coppa Italia | Coppa Italia | Coppa Italia | Totale   | Totale | Totale      | Totale     |
| Giocatore    | Presenze | Reti    | Ammonizioni | Espulsioni | Presenze     | Reti         | Ammonizioni  | Espulsioni   | Presenze | Reti   | Ammonizioni | Espulsioni |
| ------------ | -------- | ------- | ----------- | ---------- | ------------ | ------------ | ------------ | ------------ | -------- | ------ | ----------- | ---------- |
| A. Banelli   | 13       | 0       | ?           | ?          | 6            | 0            | ?            | ?            | 19       | 0      | ?           | ?          |
| P. Braglia   | 21       | 0       | ?           | ?          | 3            | 0            | ?            | ?            | 24       | 0      | ?           | ?          |
| M. Gaiardi   | 3        | 0       | ?           | ?          | 3            | 0            | ?            | ?            | 6        | 0      | ?           | ?          |
| G. Groppi    | 24       | 1       | ?           | ?          | 8            | 1            | ?            | ?            | 32       | 2      | ?           | ?          |
| G. Improta   | 27       | 1       | ?           | ?          | 7            | 2            | ?            | ?            | 34       | 3      | ?           | ?          |
| M. Mattolini | 30       | -30     | ?           | ?          | 8            | -11          | ?            | ?            | 38       | -41    | ?           | ?          |
| L. Menichini | 25       | 0       | ?           | ?          | 4            | 0            | ?            | ?            | 29       | 0      | ?           | ?          |
| P. Michesi   | 5        | 0       | ?           | ?          | 2            | 0            | ?            | ?            | 7        | 0      | ?           | ?          |
| P. Nemo      | 1        | 0       | ?           | ?          | 2            | 0            | ?            | ?            | 3        | 0      | ?           | ?          |
| E. Nicolini  | 26       | 0       | ?           | ?          | 8            | 0            | ?            | ?            | 34       | 0      | ?           | ?          |
| A. Orazi     | 28       | 2       | ?           | ?          | 8            | 1            | ?            | ?            | 36       | 3      | ?           | ?          |
| M. Palanca   | 30       | 10      | ?           | ?          | 7            | 8            | ?            | ?            | 37       | 18     | ?           | ?          |
| M. Raise     | 2        | 0       | ?           | ?          | 2            | 0            | ?            | ?            | 4        | 0      | ?           | ?          |
| C. Ranieri   | 27       | 2       | ?           | ?          | 8            | 2            | ?            | ?            | 35       | 4      | ?           | ?          |
| R. Rossi     | 23       | 3       | ?           | ?          | 7            | 1            | ?            | ?            | 30       | 4      | ?           | ?          |
| G. Sabadini  | 27       | 0       | ?           | ?          | 6            | 1            | ?            | ?            | 33       | 1      | ?           | ?          |
| M. Turone    | 17       | 0       | ?           | ?          | 7            | 0            | ?            | ?            | 24       | 0      | ?           | ?          |
| M. Zanini    | 26       | 2       | ?           | ?          | 5            | 0            | ?            | ?            | 31       | 2      | ?           | ?          |